# 胡鈍俞
胡鈍俞（1901年11月—？年）。江西省永新縣人。民國37年（1948年）在南京市選區當選第一屆立法委員。

## 生平[1][2]
- 國立中央大學畢業
- 英國倫敦政治經濟學院研究
- 國立中山大學教授
- 國立四川大學教授兼主任
- 中國國民黨江西省黨部、南京市黨部委員兼書記長
- 行憲第一屆立法委員
- 《夏聲》雜誌、《中國詩》季刊發行人